# بني حمايد (ووزڭان)
بني حمايد هي إحدى مشيخات المملكة المغربية، تتبع جغرافيا لإقليم شفشاون وإداريًا لووزڭان. يقدر عدد سكانها بـ 8904 نسمة حسب الإحصاء الرسمي للسكان والسكنى لسنة 2004.